# Viên Sơn
Viên Sơn là một phường thuộc thị xã Sơn Tây, thành phố Hà Nội, Việt Nam.
Phường Viên Sơn ở phía Đông Bắc thị xã Sơn Tây có diện tích tự nhiên là 294.41 ha, trong đó diện tích đất nông nghiệp là 155.3 ha. Tổng số nhân khẩu lá 7910 khẩu/ 1985 hộ với 7 Tổ dân phố.
Đảng bộ có 12 chi bộ trực thuộc, trong đó có 7 chi bộ Tổ dân phố, 3 chi bộ nhà trường và 2 chi bộ cơ quan với 303 Đảng viên và các tổ chức đoàn thể chính trị - xã hội.

## Địa lý
- Phía bắc: giáp tỉnh Vĩnh Phúc có chỉ giới sông Hồng dài khoảng 1 km;
- Phía tây: giáp phường Lê Lợi và phường Quang Trung (thị xã Sơn Tây, Hà Nội), có quốc lộ 32 đi qua dài gần 2 km;
- Phía đông: giáp xã Sen Phương (huyện Phúc Thọ, Hà Nội);
- Phía nam: giáp xã Thọ Lộc (huyện Phúc Thọ, Hà Nội).

Với vị trí gần trung tâm thị xã, có giao thông đường sông, đường bộ, đặc điểm tự nhiên thuận lợi để phát triển kinh tế xã hội.

## Đình Phù Sa
Đình làng Phù Sa thuộc phường Viên Sơn, thị xã Sơn Tây, thành phố Hà Nội. Dựa theo cuốn thần phả và 11 đạo sắc phong được lưu giữ tại đình cùng truyền thuyết của nhân dân lưu truyền, đình thờ Phò mã Quán Sơn cùng Công chúa Phù Dung con của Vua Đinh Tiên Hoàng.
Tương truyền, Phò mã Quán Sơn tên đầy đủ là Trương Quán Sơn, con của vị Đại thần nhà Đinh là Trương Ma Ni. Quán Sơn sinh ngày 1 tháng 5 âm lịch, dáng người khôi ngô, tuấn tú, tài năng, đức độ, tinh thông cả âm nhạc, có khí phách của người anh hùng. Chàng được Vua Đinh Tiên Hoàng kén làm Phò mã, sánh vai cùng Công chúa Đinh Phù Dung. Phò mã Quán Sơn từng được vua cha phong chức Trấn thủ tứ thành, có công giúp nước chống quân Tống xâm lược. Khi đất nước thanh bình, Phò mã Quán Sơn cùng Công chúa Phù Dung về đất Phù Sa chiêu dân lập ấp, cấp cho dân ruộng vườn, dạy dân làng nghề trồng dâu nuôi tằm, dệt vải.